# Геврек
Геврекът е кръгло тестено изделие, с дупка в средата, вид кравай.
Думата „геврек“ е от турски произход, означава „трошлив“. Има различни видове гевреци според вида на тестото и начина на приготвяне.
Не е напълно изяснено, как е започнало приготвянето на този вид храна в България. Предшественикът на геврека е симидът – хлебче от бяло брашно, приготвено с мая, понякога поръсено със захар. Негов вариант, но поръсен със сусам, е днешният солунски геврек. Гевреците, които познаваме днес, са т.нар. варени гевреци. В европейската кулинарна история се смята, че вареният геврек (само че по-малък, по-дебел и с по-малка дупка) е привнесен от евреите ашкенази под името бейгъл.